# Teti
Teti (sardisk: Tèti) er en by og en kommune (comune) i provinsen Nuoro i regionen Sardinien i Italien. Byen ligger i 714 meters højde og har 674 indbyggere (2016). Kommunen har et areal på 43,91 km².